# Bòer
Els afrikàners o bòers són un grup ètnic que viu principalment a Sud-àfrica i que parla afrikaans. Són descendents dels antics colons neerlandesos, hugonots, frisons i flamencs que s'establiren com a colons de la Companyia Neerlandesa de les Índies Orientals (Vereenigde Oostindische Compagnie o VOC) des del 1652. Són un grup ètnic d'origen neerlandès l'àrea del qual d'assentament s'estén fonamentalment por territoris de Sud-àfrica i de Namíbia. Històricament, la identitat d'aquest poble ha pivotat sobre tres elements fonamentals: la llengua afrikaans, derivada del neerlandès, la religió calvinista i l'agricultura. La comunitat afrikàner va tenir el seu origen en la colonització neerlandesa de l'àrea del Cap de Bona Esperança, que va començar a mitjan segle xvii i va comportar una lenta, però constant immigració al sud d'Àfrica de colons europeus procedents fonamentalment dels Països Baixos, però també de França i del nord d'Alemanya. Des de Ciutat del Cap i les seves comarques circumdants, els afrikàners van començar a emigrar progressivament cap a l'est i el nord, penetrant a les extenses prades i sabanes de l'interior d'Àfrica. Després de vèncer la resistència dels bantus i de les tropes imperials britàniques, els bòers van aconseguir establir diverses repúbliques independents que, no obstant això, van ser aixafades pel Regne Unit durant la segona de les Guerres dels Boers. No obstant això, els afrikàners aviat van aconseguir sobreposar-se a la derrota i van prendre el control de la nova Unió Sud-africana, domini britànic fundat el 1910 com a federació de les colònies del Sud d'Àfrica. D'aquesta manera, en poques dècades es van tallar els últims vincles jurídics i identitaris que unien a Sud-àfrica amb la Gran Bretanya i després de les eleccions de 1948, el Partit Nacional, bastió de les més pures essències bòers, va arribar al poder. Durant els quaranta anys següents, el domini dels afrikàners va aconseguir el seu apogeu: els seus símbols nacionals i la seva ideologia van ser els que van donar forma a la nova República de Sud-àfrica. Després de la fi de l'apartheid, els afrikàners i els blancs africans en general, que constituïen només el 14 % de la població de Sud-àfrica el 1988, han quedat reduïts a una minoria desproveïda de bona part del poder polític, doncs aquest ha passat a les mans dels líders del CNA majoritàriament negres d'ètnia xhosa, però no així l'econòmic.

## Etimologia

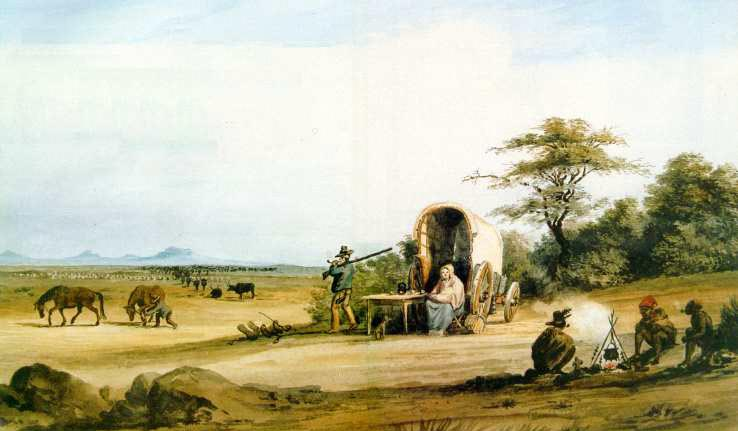
Pintura sobre els primers Bòers.

La Etimologia dels afrikàner resumides en parts diferents
Afrikàner
El primer ús del terme Afrikàner del que es té constància data dels disturbis de 1707, en el transcurs dels quals un jove de Stellenbosch, de 17 anys i anomenat Hendrik Biebouw, va afirmar, després de sentir la seva sentència d'expulsió de la colònia, que era un africaander, i que preferia morir víctima de les colobres del desert abans que abandonar Àfrica.
Bòer
Bòer és un terme que procedeix del neerlandès boer ('camperol'), del significat del qual es defineix als habitants d'origen neerlandès de Sud-àfrica, inicialment colons que van exercir tasques de caràcter principalment agrari.
Volkstaat
En quant al terme Volkstaat, els afrikàners ho entenen com el territori on hi ha la base requerida per assegurar la subsistència d'una nació amb el seu propi idioma, cultura i creença.

## Història
La formació del poble afrikàner està vinculada des d'un principi al comerç de les espècies provinents d'Àsia, incrementat posteriorment per la demanda de treballadors qualificats per a l'explotació de diamants i or. Els primers colons neerlandesos arribaren el 6 d'abril del 1652 amb Jan van Riebeek i els vaixells Drommedaris, Reygar i Goede Hoop per tal de fer-hi una factoria d'aviandament. Hi construïren un hospital, un hort i una fortificació, amb 90 colons (free burghers), soldats i comerciants. El 1654 arribaren al riu Liebeek, i pel 1660 ja hi havia 250 colons. El 1680 es fundà Stellenbosch i el 1687 arribaren a la colònia 200 hugonots francesos amb el pastor Pierre Simond, expulsats de França per l'Edicte de Nantes; s'establiren vora Franschoek (vora Stellenbosch), on es dedicaren al conreu de la vinya i acabaren integrant-se. Cap al 1707 la població de la colònia era de 1.779 blancs i 1.107 esclaus hotentots. Aviat es formaren dos grups diferents:
- Free Burghers, empleats de la Companyia que en acabar el contracte s'hi quedaven.
- Trekkboers (de boer "camperol"), grangers seminòmades que s'endinsaren en el país a la recerca de pastures.

### La colonització neerlandesa del Cap (1652–1795)
La guerra dels Vuitanta Anys contra Espanya va suposar un veritable impuls per a l'expansió comercial i colonial de les Províncies Unides (Països Baixos). En un parell de dècades, extensos territoris del nord del Brasil, el sud del mar Carib i Indonèsia van caure en mans dels neerlandesos. Una de les fites d'aquesta expansió ho va constituir la fundació el 1602 de la Companyia Neerlandesa de les Índies Orientals (Vereenigde Oostindische Compagnie), societat mercantil radicada a Amsterdam l'objecte social de la qual venia constituït per l'explotació i l'administració de les colònies neerlandeses a l'Extrem Orient. Des de la baixa edat mitjana el comerç amb l'Índia i la Xina va canviar dels petits carregaments de productes molt valuosos, als grans carregaments transportats per mar gràcies a les noves tècniques de construcció i navegació navals. No obstant això, la vida en els vaixells de la Companyia era molt dura, doncs els viatges per mar entre Europa i les Índies Orientals eren extremadament llargs –molts mariners neerlandesos morien víctimes del escorbut, provocat per la falta d'ingestió de verdura i fruita fresca–, i per aquest motiu fos necessari establir una estació d'aprovisionament per a les naus de la Companyia. Els portuguesos disposaven ja de Moçambic i Angola, mentre que els britànics havien intentat dues vegades establir una colònia penal a la zona del Cap de Bona Esperança.

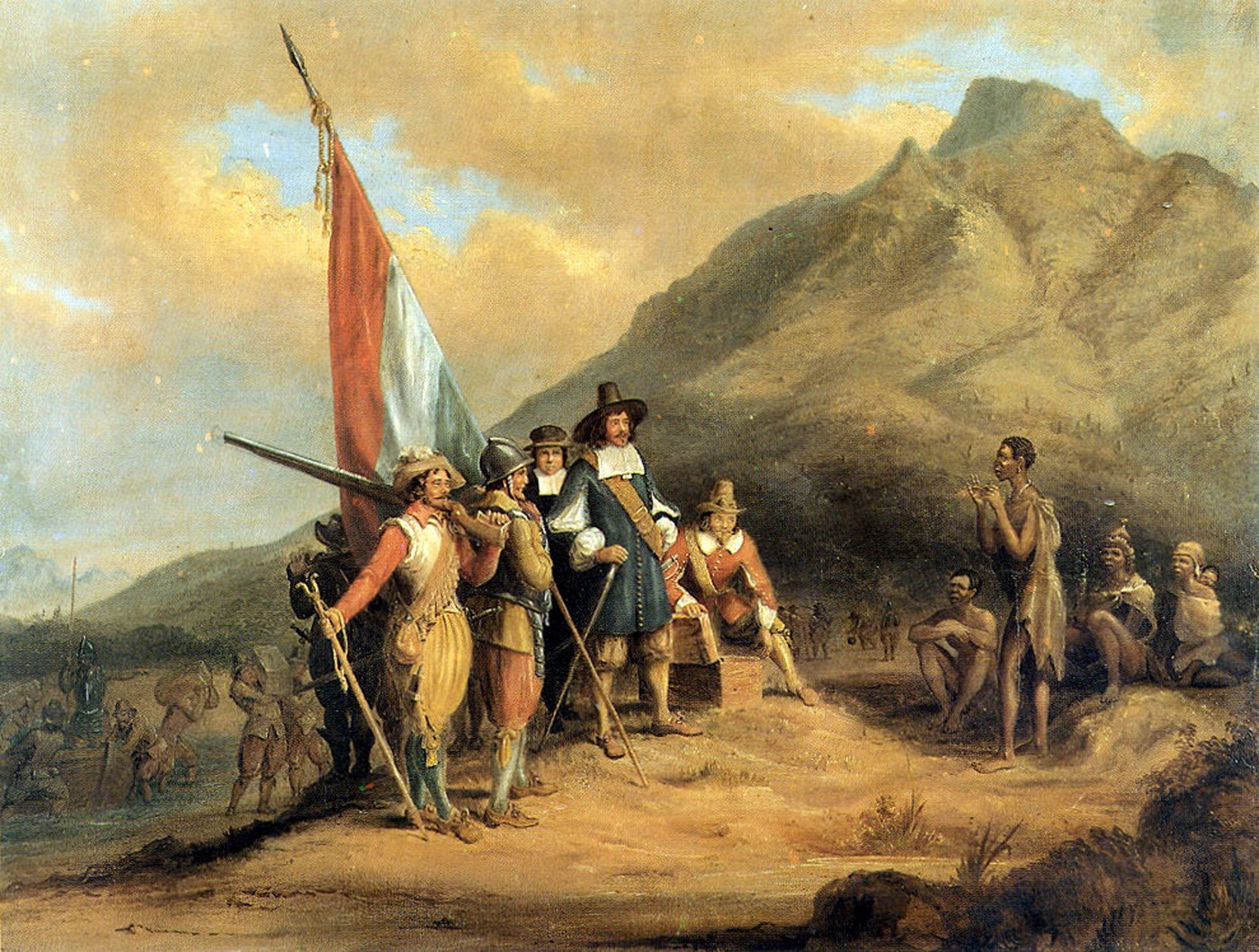
El 4 d'abril de 1652, el capità Jan van Riebeeck va prendre possessió del Cap de Bona Esperança en nom de la Companyia Neerlandesa de les Índies Orientals. L'aniversari d'aquest succés es convertiria, amb el temps, en festa nacional de la República de Sud-àfrica.

Tot això va impulsar als holandesos a prendre la iniciativa i la nit de Nadal de 1651 una expedició de tres vaixells, liderada pel capità Jan van Riebeeck, va partir del moll d'Amsterdam amb la missió d'establir una base d'avituallament a l'extrem austral d'Àfrica. Els vaixells van arribar al Cap de Bona Esperança el 4 d'abril de 1652, i en aquest lloc, a la Badia de Mesa (Tafelbaai, en afrikaans), Van Riebeck va alçar la bandera tricolor neerlandesa i va prendre possessió del lloc en nom de la Companyia Holandesa de les Índies Orientals. En un primer moment, es van construir els edificis necessaris per albergar al comandant i a la guarnició, per a això es van importar esclaus malais i malgatxes. El menjar i els queviures eren obtinguts de les tribus khoisan dels voltants. No obstant això, aviat van empitjorar les relacions entre aquests i els holandesos, la qual cosa va forçar a Van Riebeck a establir a la ciutat i els seus voltants a grangers lliures europeus, que aviat prendrien el nom neerlandès de vryburghers ('burgesos lliures') perquè conreessin fruiters i verdures, amb aquestes més la caça de grans mamífers i el robatori de bestiar a les poblacions autòctones van fer a la colònia sostenible. i següents. Durant el mandat de Van Riebeeck, el territori dels neerlandesos era delimitat per una línia d'ametllers amargs que transcorria per les Muntanyes de Mesa. Eren pocs els homes lliures d'Holanda que s'atrevien a emigrar a un país desconegut i perillós: generalment es tractava de soldats de la Companyia als quals, una vegada llicenciats, els atorgaven terres de la colònia. D'aquesta manera, la colonització de El Cap va transcórrer d'una manera molt lenta. El 1665 la comunitat europea, excloent a la guarnició, era constituïda tan sols per 95 homes i quatre dones. No obstant això, la situació va començar a canviar amb l'arribada el 1679 del comandant Simon van der Stel. El nou governant va dur a terme una política colonitzadora expansiva. Es van fundar noves poblacions com Stellenbosch (1680) i es va fomentar la immigració europea. Si bé els primers colons procedien del territori de les Províncies Unides, aviat van començar a arribar oriünds d'altres parts d'Europa. Els alemanys del Nord suposaven un alt percentatge dels mercenaris de la Companyia (potser la majoria). Quasi tots ells s'havien enrolat escapant de les misèries de la Guerra dels Trenta Anys, i la nova colònia en el Sud d'Àfrica suposava per a ells un retir de garanties. Nombrosos descendents d'aquests mercenaris alemanys arribarien a aconseguir grans llocs en el si de la comunitat afrikàner: Paul Kruger, president del Transvaal i l'Estat Lliure d'Orange, era descendent de Jacobus Kruger, un mercenari alemany originari de Brandenburg.

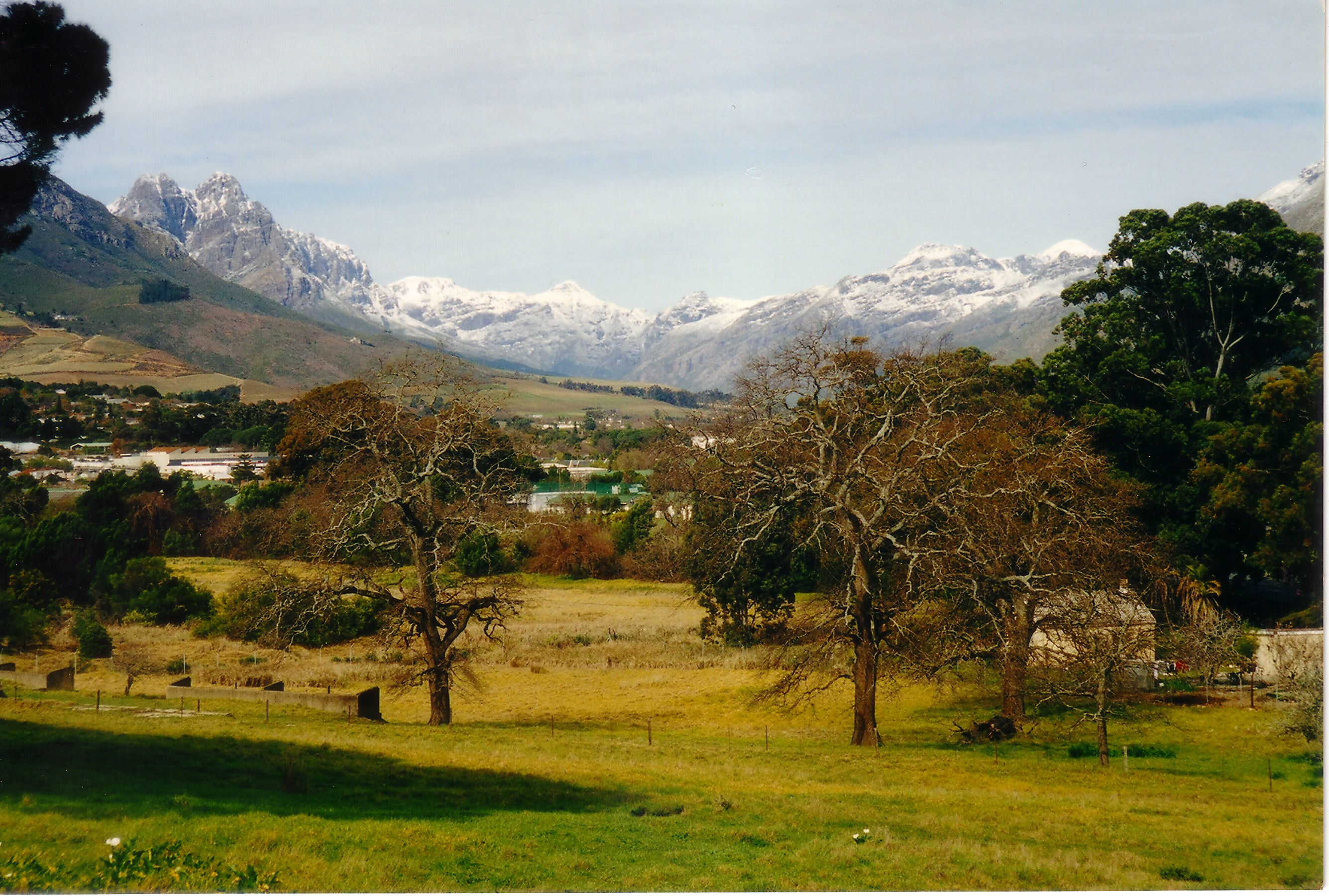
La ciutat de Stellenbosch es va convertir en un centre agrari de l'Àfrica del Sud neerlandesa, un autèntic contrapunt a Ciutat del Cap, que era el centre comercial i polític.

La tercera gran aportació poblacional, que va canviar per sempre la història de Sud-àfrica, va ser constituïda per hugonots francesos. El 1685, la revocació de l'Edicte de Nantes va suposar l'expulsió de França de milers de calvinistes francesos, que van emigrar cap a Prússia, Anglaterra i també a Àfrica del Sud. Es van instal·lar en múltiples assentaments de la colònia del Cap, sobretot a Franschhoek i Stellenbosch, on s'iniciaria una tradició vitivinícola que encara avui perdura. Es tractava de persones emprenedores i treballadores, que van ajudar a consolidar econòmicament la colònia. No obstant això, l'esclat de la guerra entre les Províncies Unides i França va fer témer a les autoritats neerlandeses que es consolidés a El Cap una població francesa que servís de cinquena columna per a l'enemic. Per això es va posar en marxa una política d'assimilació: es va prohibir l'ensenyament en francès i l'holandès es va convertir en la llengua obligatòria de l'Església i les escoles. Aquesta política va resultar efectiva: cap a l'any 1750 la llengua francesa era parlada tan sols per persones d'avançada edat. Entre els descendents d'aquests hugonots sud-africans es troben prominents persones com el líder voortrekker Piet Retief, el general bòer Petrus Jacobus Joubert, el primer ministre Frederik de Klerk o l'actriu Charlize Theron. Els immigrants europeus que es van assentar a Sud-àfrica van ser, no obstant això, escassos en termes absoluts. La Companyia de les Índies Orientals solament desitjava que fossin els grangers suficients per proporcionar menjar fresc a les naus i a la guarnició del castell, i temia que els colons, de ser nombrosos, poguessin arribar a controlar el govern del territori. Per aquesta raó, el 1707, només hi havia censats 1.779 burghers en tota la Colònia del Cap, nombre que ascendia a 5.500 el 1750. No obstant això, la suavitat del clima –que era temperat, igual que a Europa– va facilitar el creixement natural de la comunitat holandesa, que entorn a l'any 1795 ja havia superat les 15.000 persones.

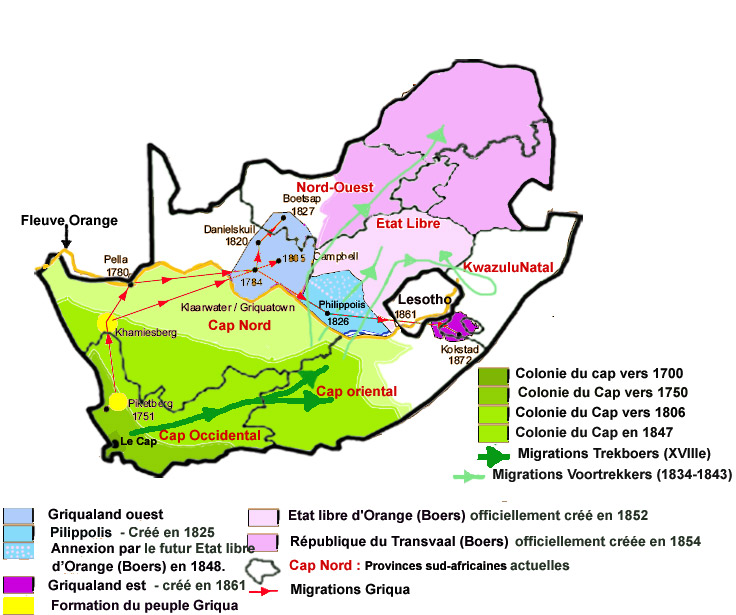
En la imatge es reprodueixen les migracions dels basters i els bòers per tot el Sud d'Àfrica. En verd es representen els territoris de la colònia neerlandesa del Cap. En blau, els estats fundats pels gricqua, i en morat les repúbliques bòers.

L'augment de població va comportar la necessitat d'expansió de la colònia. La llei romana holandesa prescrivia la partició de l'herència a parts iguals entre els fills del causant, la qual cosa causava perjudicis econòmics als hereus, que no podien sobreviure econòmicament amb finques de grandària reduïda. Per l'altre costat, la pèssima gestió de la Companyia i els seus nivells d'endeutament la van portar a augmentar desmesuradament els impostos sobre els burghers. Tot això va forçar a molts colons a abandonar el territori del Cap i a endinsar-se cap a les terres desconegudes de l'interior: així van néixer els trekboer ('grangers errants') o grensboere ('grangers de frontera'), colons errants que portaven un règim de vida que oscil·lava entre l'agricultura i el pastoralisme. Ja que a les terres de frontera no comptaven amb la protecció dels soldats de la Companyia, als bòers (així començava a anomenar-se a aquests homes) no els quedava més remei que defensar-se per si mateixos i amb les seves pròpies armes. En els primers moments, l'escassetat de dones va forçar a molts colons a mantenir relacions amb dones malaies o khoi, la qual cosa va provocar el sorgiment d'una raça mestissa els membres de la qual prendrien amb el pas del temps el nom de kleurlinge ('acolorits', terme que va adquirir estatus oficial a principis dels anys 1950), basters (derivat del neerlandès bastard, 'bastard'), o gricqua. Molts d'aquests mestissos emigrarien amb el temps cap a territoris del nord com Namíbia o Betxuanalàndia, on arribarien a fundar els seus propis estats. Posteriorment, quan va augmentar el nombre de dones blanques va començar a disminuir el mestissatge i van augmentar les pressions a favor de la segregació. Els conflictes de frontera amb els khoi i més tard amb els xhosa només van agreujar la situació.

### L'arribada dels britànics (1795–1815)
A la fi del segle xviii la colònia del Cap es trobava en estat caòtic. La Companyia Holandesa de les Índies Orientals estava sumida en un mar de deutes, i es veia incapaç de protegir els burghers de la frontera oriental de les escomeses dels xhosa. Els bòers dels districtes de Graaf-Reinet i Swellendam, situats a més de 800 quilòmetres a l'est del Cap, després de comprovar que el govern de la Companyia els proporcionava més inconvenients que beneficis, van decidir constituir dues repúbliques independents. S'iniciava així una tradició rebel i republicana que perduraria fins al segle xx.
Per si tot això no fos suficient, la Revolució Francesa s'havia estès fins a les Províncies Unides, que van passar a constituir-se en un estat republicà denominat República Batava. Els partidaris de la casa d'Orange van recaptar l'auxili d'Anglaterra, que amb la seva poderosa marina va procedir a atacar les possessions neerlandeses a Ultramar. El 1795, un contingent britànic va aconseguir desembarcar a El Cap, i malgrat la resistència de la població civil, la bandera britànica va ser hissada al castell de la ciutat. Els bòers de Graaf-Reinet no van acceptar el nou estat de coses i van prestar una fera resistència. No obstant això, mancats de subministraments, i amenaçats per les tribus bantus de la frontera, als bòers no els va quedar més remei que sotmetre's a les noves autoritats britàniques.
En principi, la gestió dels britànics era molt més eficient que la de la Companyia, i per això durant els primers anys de domini anglès, la població holandesa de la colònia es va mantenir satisfeta. No obstant això, aviat va créixer el descontentament entre la població afrikàner: el governador britànic va abolir l'esclavitud a El Cap el 1830, la qual cosa, unit al magre de les indemnitzacions, va portar a molts bòers a la ruïna. D'altra banda, els britànics van començar una política d'anglificació que els va portar a instal·lar a Sud-àfrica a 4.000 colons procedents de la Gran Bretanya i a implantar progressivament el sistema legal de la Common Law anglosaxona. A més, no cessaven d'augmentar els conflictes a la frontera, i els bòers es queixaven amargament de la falta de protecció prestada per les autoritats imperials.

### El Gran Trek (1835–1840)

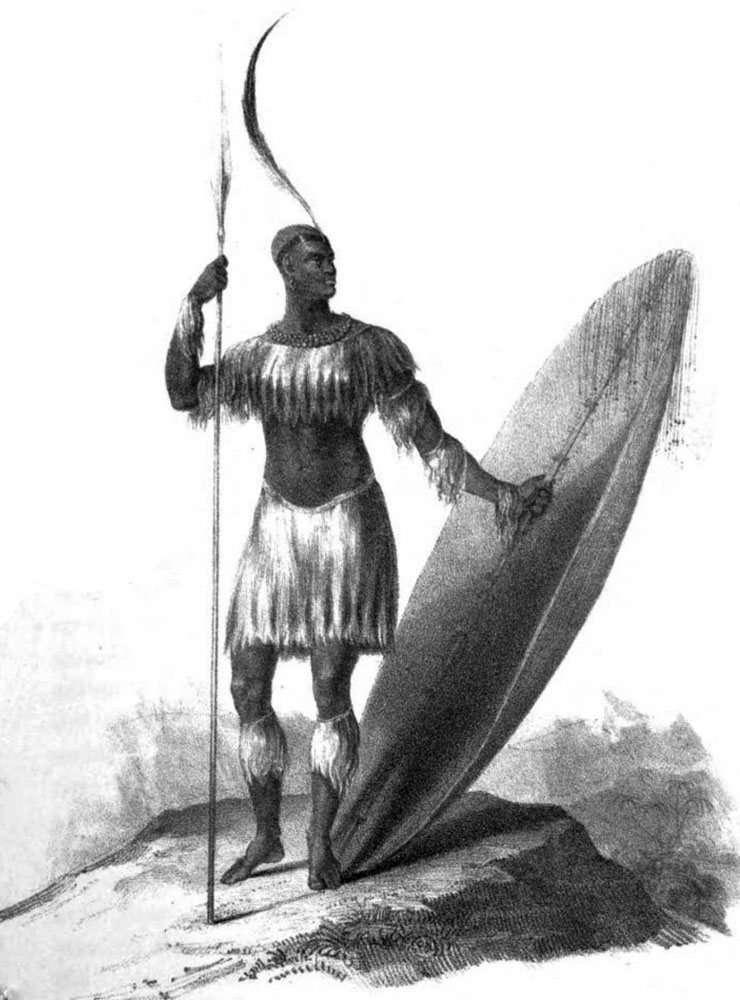
El rei Shaka

Tot això va portar a molts d'ells a decidir-se a emigrar més enllà dels confins de la colònia britànica del Cap, que venien marcats pels rius Orange i Groot Visrivier. Així, des de 1835 fins a 1845, uns 15.000 bòers van abandonar les seves llars i es van dirigir cap al desconegut, a la recerca de noves terres.
Les primeres partides es van dirigir cap al riu Orange, on el 1837 es va produir una escissió. Alguns d'ells liderats per Hendrik Potgieter es van dirigir cap als territoris despoblats del Nord, mentre que una altra partida d'ells, dirigida per Piet Retief, va marxar cap a l'est, cap a Natal, amb la intenció de constituir una nova república que disposés de ports marítims.
No obstant això, a Natal els bòers es van trobar amb un formidable oponent: la nació dels zulus. Aquest poble de llengua bantu havia tingut una enorme expansió sota el lideratge del rei Shaka, al que la posteritat sobrenomenaria "el Napoleó Negre". Les campanyes de Shaka havien provocat un enorme torrent migratori conegut com a mfecane, la principal conseqüència del qual va ser la mort d'uns dos milions de bantus i la migració forçosa de sengles.

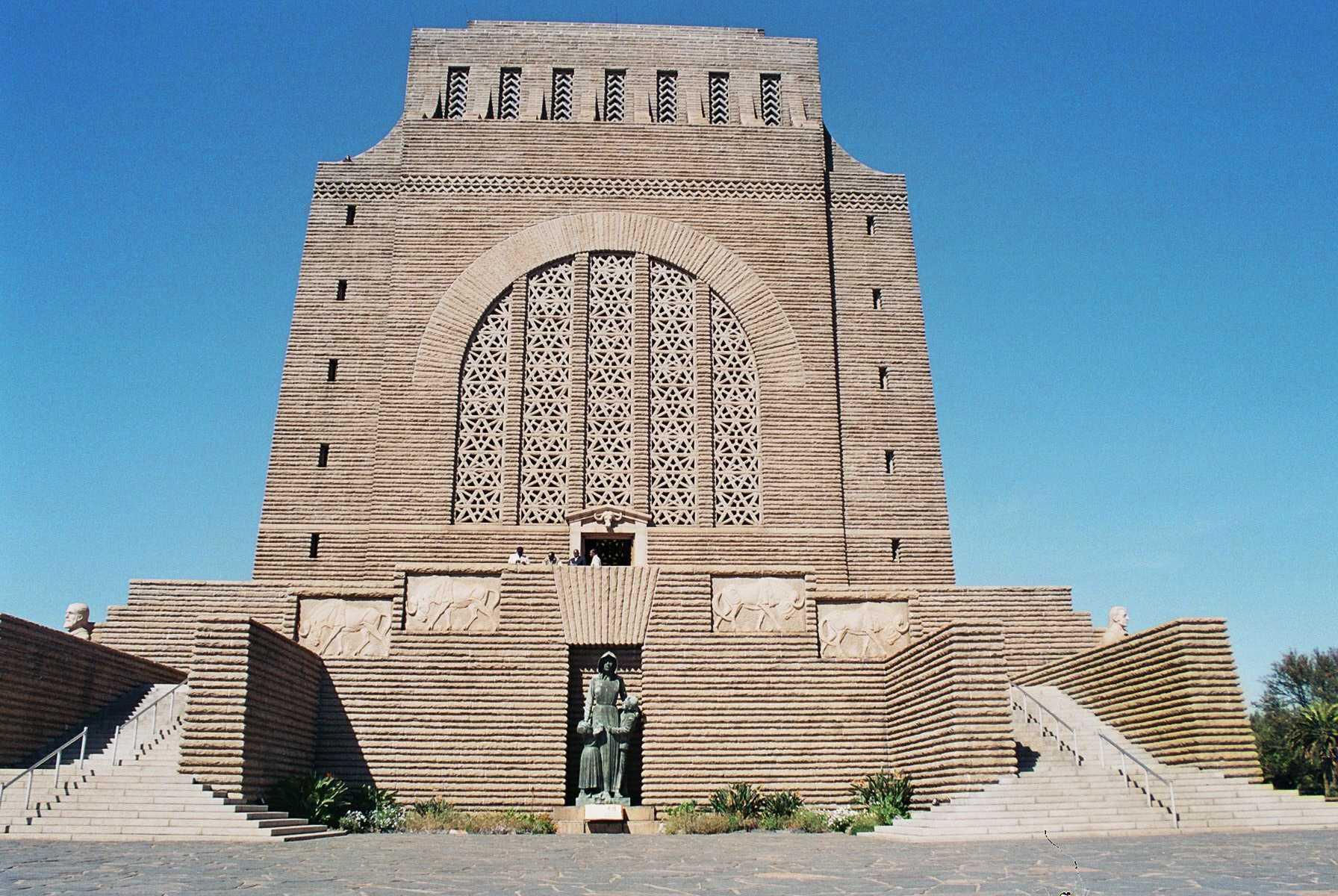
Monument al voortrekker (1937).

Davant d'aquest panorama, els bòers van decidir arribar a una solució pacífica amb els nadius. Piet Retief i alguns acompanyants es van dirigir a parlamentar amb el successor de Shaka, Dingane, per negociar amb ell l'adquisició de terrenys de pasturatge i de conreu. Després d'algunes negociacions, els zulus i els bòers van arribar a un acord pel qual se cedia a aquests últims algunes de les comarques de Natal, a canvi que recuperessin el bestiar que una facció enemiga dels zulus havia robat al rei. No obstant això, quan Piet Retief i els seus companys van entrar en el kraal o campament zulu de Dingane per celebrar el tractat, van ser atacats a traïció per aquest i els seus guerrers: A l'ordre de Acabin amb els bruixots!, els zulus es van abalançar sobre els bòers, que havien entrat desarmats, i els van portar al vessant d'un pujol, on els va empalar i se'ls va aixafar el crani. Posteriorment, els zulus van atacar la caravana –ja indefensa– de Retief, i van matar a totes les dones i els nens. El lloc on va ocórrer aquesta tragèdia seria batejat posteriorment pels afrikàners amb el nom de Weenen ('plorar', en llengua neerlandesa).

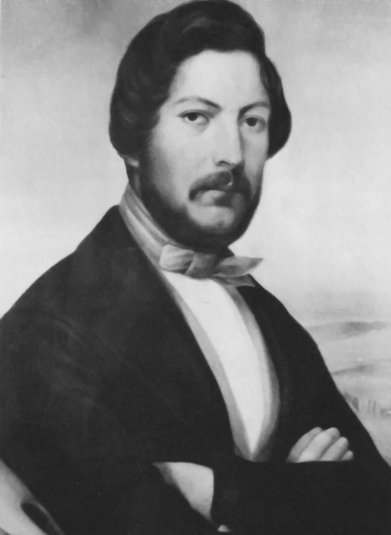
El comandant Andries Pretorius (1798-1853) va aconseguir fer fallida el poder militar zulu i establir l'efímera República de Natalia. Més tard els seus partidaris es van dirigir cap al nord-oest, on van fundar i van batejar en el seu honor la ciutat de Pretòria, que amb el temps arribaria a convertir-se en el centre polític i espiritual de la nació afrikàner.

Quan van arribar les notícies del fatídic succés, la resta dels bòers presents a Natal van decidir venjar a Piet Retief i van nomenar com a líder a Andries Pretorius, un experimentat comandant natural de Graaf-Reinet i descendent d'un dels primers colons holandesos del Cap. Un petit exèrcit de 450 homes, dirigit per Pretorius, va travessar el riu Buffalo amb l'objectiu de dur a terme una acció punitiva. No obstant això, aviat es van veure envoltats per una força de 12.000 zulus i sense possibilitat de fugida. En aquest moment, els bòers, guiats pel pastor Sarel Cilliers, van realitzar un jurament solemne en la virtut del qual, si Déu els concedia la victòria, ells i els seus descendents honrarien en el futur l'aniversari de la batalla com si fos un sàbat.
Quan es va acostar el moment de la lluita, Pretorius va ordenar als seus homes agrupar en cercle les seves carretes i atrinxerar-se darrere d'elles. Aquesta tàctica, coneguda amb el nom de laeger i que havia estat emprada ja pels afrikàners des de finals del segle xviii, els va proporcionar als trekkers una manifesta superioritat tàctica: Els zulus no van aconseguir acostar-se a la fortalesa de Pretorius i van ser fàcil presa de les armes de foc dels defensors. En el que es coneixeria com la batalla del Riu Sagnant (Bloedrivier), els bòers van infligir una greu derrota als zulus, que van perdre més de 3.000 homes.

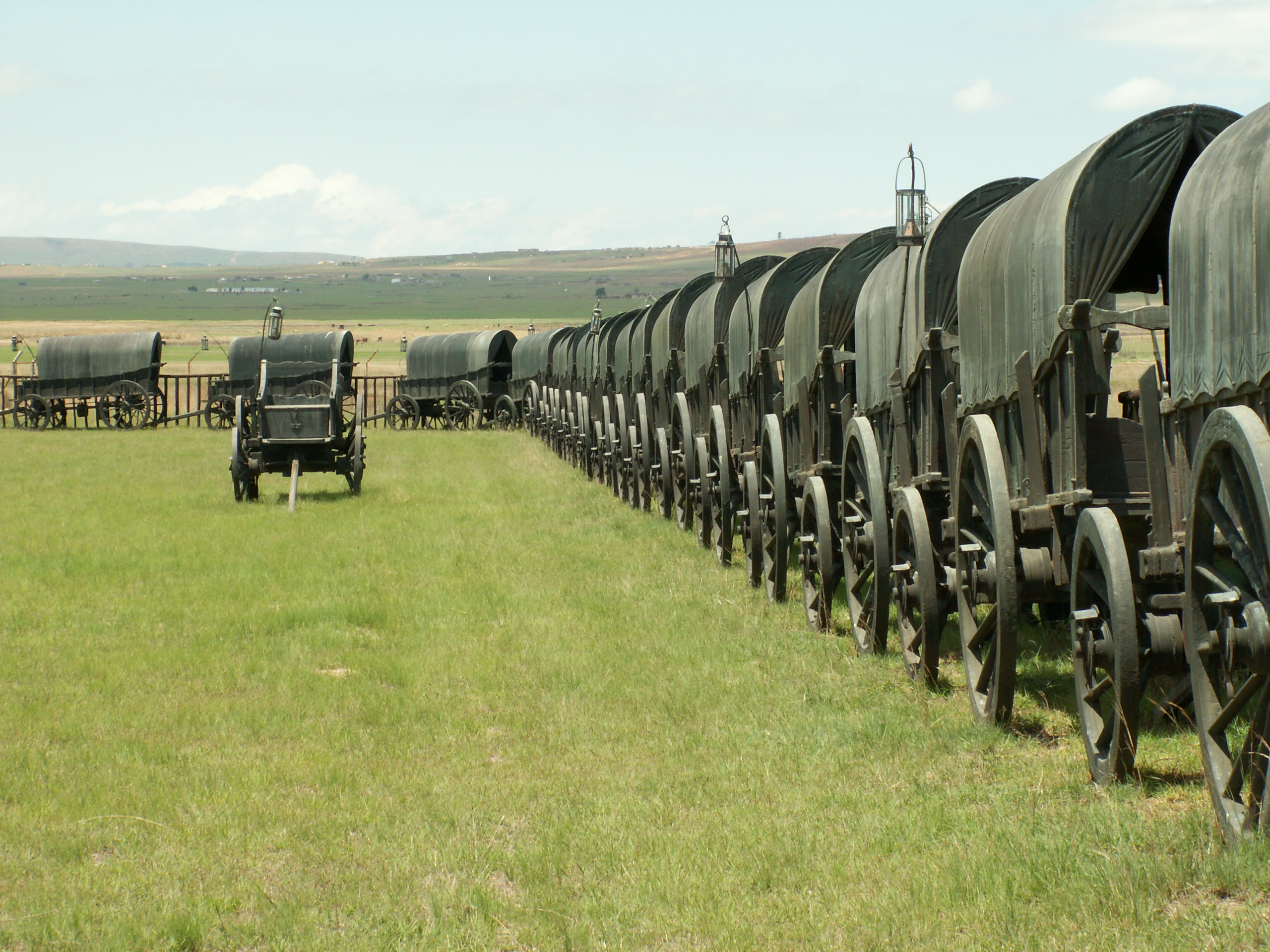
El laeger es va convertir en el símbol de la solidaritat afrikàner en un marc hostil.

Dècades després, el 16 de desembre de 1838 va passar a ser conegut com el Dia del Jurament, i el seu aniversari va ser declarat festiu a les repúbliques del Transvaal i l'Estat Lliure d'Orange. Pertot arreu van començar a proliferar els homenatges als trekkers, i el seu record es va convertir en un potencial polític de primer ordre, sobretot després de la derrota definitiva en la Segona Guerra dels Boers a les mans dels britànics. El centenari del Gran Trek va ser celebrat el 1938 amb magnificència, i va servir d'esperó per al creixement electoral del Partit Nacional, que encarnava el sector més nacionalista de l'electorat afrikàner. El seu secretari general, el futur primer ministre Daniel Malan, va afirmar durant les celebracions que la terra on va tenir lloc el combat tenia un caràcter sagrat.
La matança de Weenen i la subsegüent victòria en el Bloedrivier van deixar una petjada indeleble en la memòria col·lectiva del poble bòer: no hi cabia cap treva en la lluita per la supervivència a l'Àfrica Austral, i la més mínima cessió en aquest punt podia resultar fatal. Per aquest motiu, quan més d'un segle després van començar a aprovar-se les primeres sancions internacionals contra Sud-àfrica, la reacció col·lectiva dels afrikàners fos atrinxerar-se darrere de les carretes i tancar files darrera dels seus primers ministres Hendrik Verwoerd i Pieter Botha, amb la ferma voluntat de resistir fins al final.

### La formació de les repúbliques bòers (1838–1880)

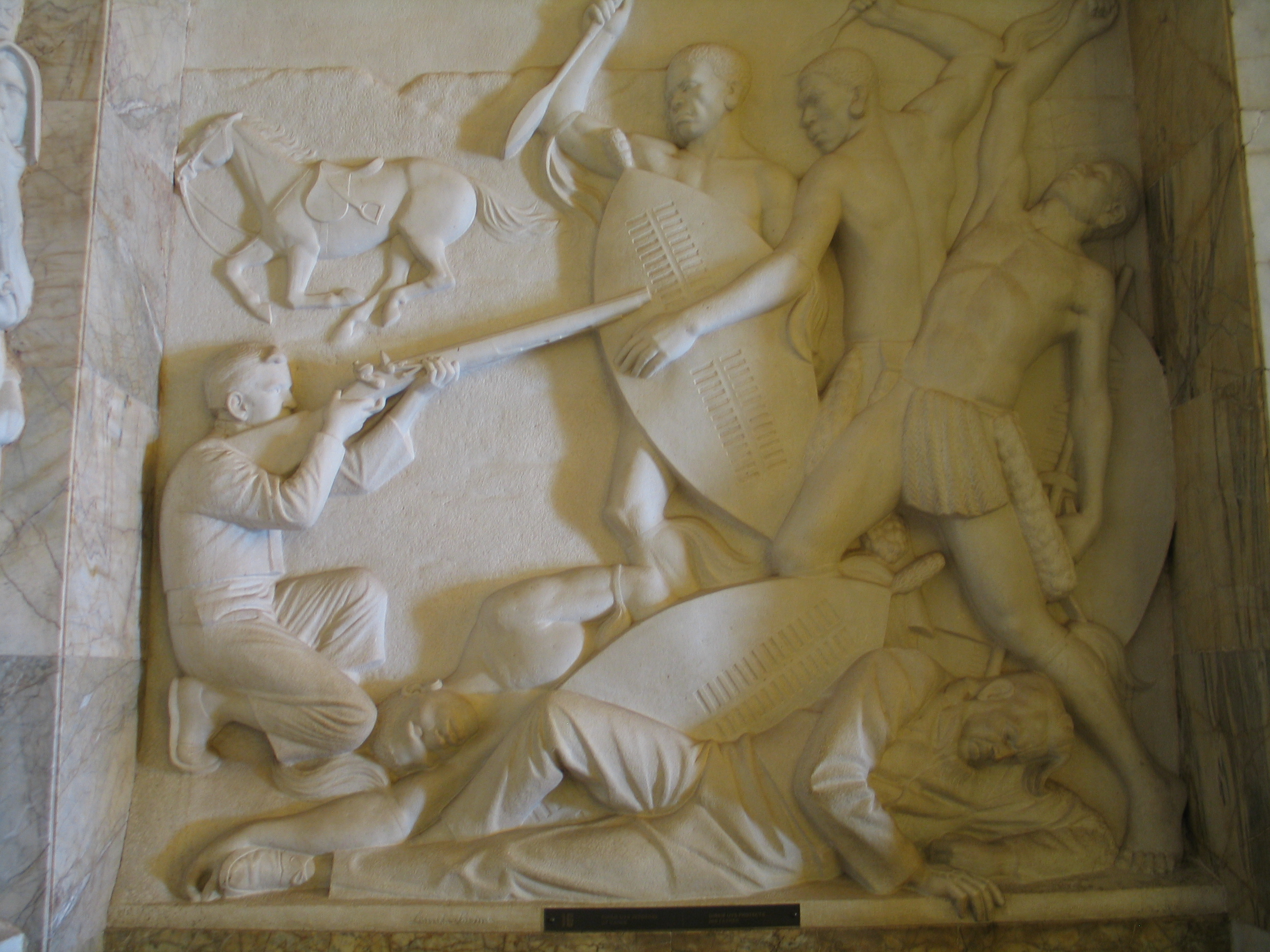
En aquest fris de la Sala dels Herois, tal vegada inspirat en la Gigantomàquia de l'Altar de Pèrgam a Berlín, es representa a un pioner bòer repel·lint l'agressió d'una partida de zulus.

Després de la victòria sobre els zulus, els bòers van fundar la població de Pietermaritzburg i van establir la República de Natalia, la independència de la qual no obstant això no va ser acceptada per les autoritats colonials britàniques del Cap. En aquest sentit, encara que els britànics eren reticents a expandir els seus territoris colonials en el Sud d'Àfrica (a causa de la despesa que això comportava), es van veure obligats a prendre cartes en l'assumpte, ja que temien que un estat bòer proveït de ports marítims pogués prosperar econòmicament i demogràficament i aliar-se amb potències europees enemigues.
Per aquest motiu en 1843 el governador del Cap enviés al capità a Natal amb la intenció de prendre possessió del territori en nom del Regne Unit. Els bòers, escassos i desunits, van haver d'acceptar l'annexió del territori, i la majoria d'ells va decidir emigrar cap al Nord, cap als territoris dels futurs Estat Lliure d'Orange i República del Transvaal. La nova colònia britànica de Natal va començar a rebre un enorme influx de colons procedents de Gran Bretanya i de l'Índia Britànica. D'aquesta manera, Natal, que havia estat solar de la primera república fundada pels trekkers, es va convertir paradoxalment en la més anglesa de les províncies de Sud-àfrica.

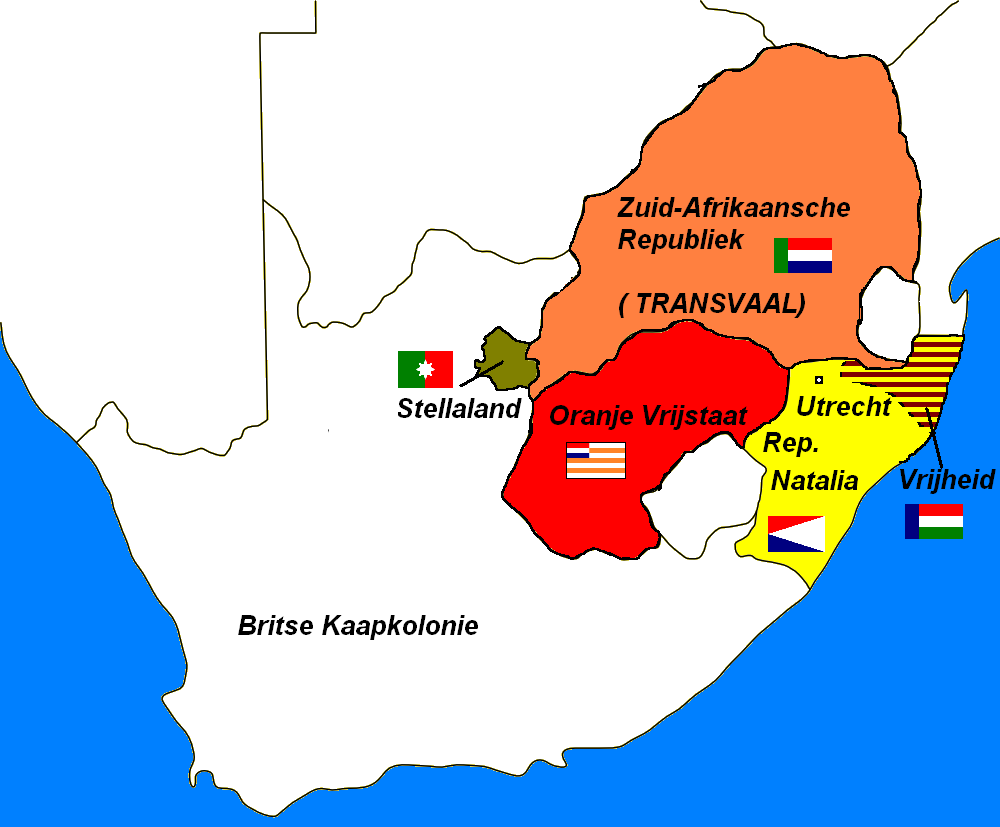
De totes les repúbliques bòers, les úniques que van aconseguir consolidar la seva existència van ser la República de Sud-àfrica i l'Estat Lliure d'Orange. Les repúbliques menors van ser ben ràpid fagocitades per la República de Sud-àfrica (com en el cas de Vrijheid i Utrecht) i per les colònies britàniques del Cap (Stellaland) i Natal (Natalia).

La majoria dels bòers van travessar de nou el Drakensberg en direcció cap al nord i milers d'ells es van assentar en les conques dels rius Orange, Vaal i fins i tot Limpopo. La regió situada més enllà del riu Vaal va adquirir aviat la denominació de Transvaal. Allí, a la regió de Potchefstroom, es van establir els grups de Potgieter i Pretorius, que aviat van arribar a un acord per establir un nou estat: la República de Sud-àfrica (també coneguda com a República del Transvaal), amb capital en Pretòria i regida per un President, alhora cap de l'estat i titular del poder executiu, i un Consell del poble o Volksraad, en llengua neerlandesa, amb competències legislatives compost per 24 membres. La independència dels bòers situats més enllà del Vaal va ser reconeguda pels britànics en el Tractat del Riu Sand, celebrada en 1852.
La regió situada entre els rius Vaal i Orange va rebre el nom de Transorangia. Allí, van sorgir tensions entre els bòers i els britànics. Els primers s'havien assentat a la zona de Winburg i havien constituït un Volksraad que reclamava jurisdicció sobre tot el territori. Els segons, instal·lats en Bloemfontein, van respondre proclamant la Sobirania del Riu Orange, i van sufocar militarment la resistència dels bòers. No obstant això, els continus conflictes entre trekkers, griques i bantus feien ingovernable el territori, la qual cosa va aconsellar a les autoritats colonials de Londres abandonar el territori: en aquests moments el prioritari era l'expansió de l'Imperi Britànic pel Subcontinent Indi, i semblava per això absurd desviar tropes a terres remotes a l'interior d'Àfrica, que no aportaven cap riquesa o interès estratègic a la metròpoli. Gran Bretanya estava únicament interessada a mantenir la base naval del Cap, que complia un paper essencial en les comunicacions amb les colònies del Sud d'Àsia. Consegüentment, el comissionat britànic del territori va convocar la Convenció de Bloemfontein, durant la qual va negociar amb els bòers la retirada de les tropes imperials i la proclamació d'independència del Estat Lliure d'Orange, que va tenir lloc el 17 de febrer de 1854.
Les autoritats de Pretòria aviat es van fer amb l'hegemonia en el si del conjunt de les repúbliques bòers. En 1857 es va celebrar una convenció que va aprovar la constitució de la República de Sud-àfrica, després de la qual va ser elegit president Marthinus Pretorius, fill del famós general. Es van incorporar al nou estat les comunitats afrikàner del Zoutpansberg, en el remot nord, amb el que la frontera es va estendre fins al riu Limpopo.

### Els enfrontaments amb l'Imperi britànic (1877–1902)
| «                                                                      | Hi ha una anècdota, que potser no sigui certa, sobre un ignorant agricultor bòer que pensava que la bandera blanca era l'ensenya nacional britànica. Havia combatut en les batalles de Bronkhorst, Laing's nek, Ingongo i Amajuba i donava per descomptat que els anglesos no desplegaven la seva bandera fins al final. | » |
| — Mark Twain, comentant els successos de la primera guerra dels bòers. | |   |

En principi, els britànics no van contemplar amb massa recel el sorgiment de les noves repúbliques bòers. Consideraven que podien constituir un ideal mur de contenció enfront dels freqüents assalts que les tribus bantúes realitzaven a les zones orientals de la Colònia del Cap. A més, les repúbliques bòers estaven privades de tot suport costaner, per la qual cosa les armes de foc i les municions les obtenien, forçosament, de mans dels britànics.

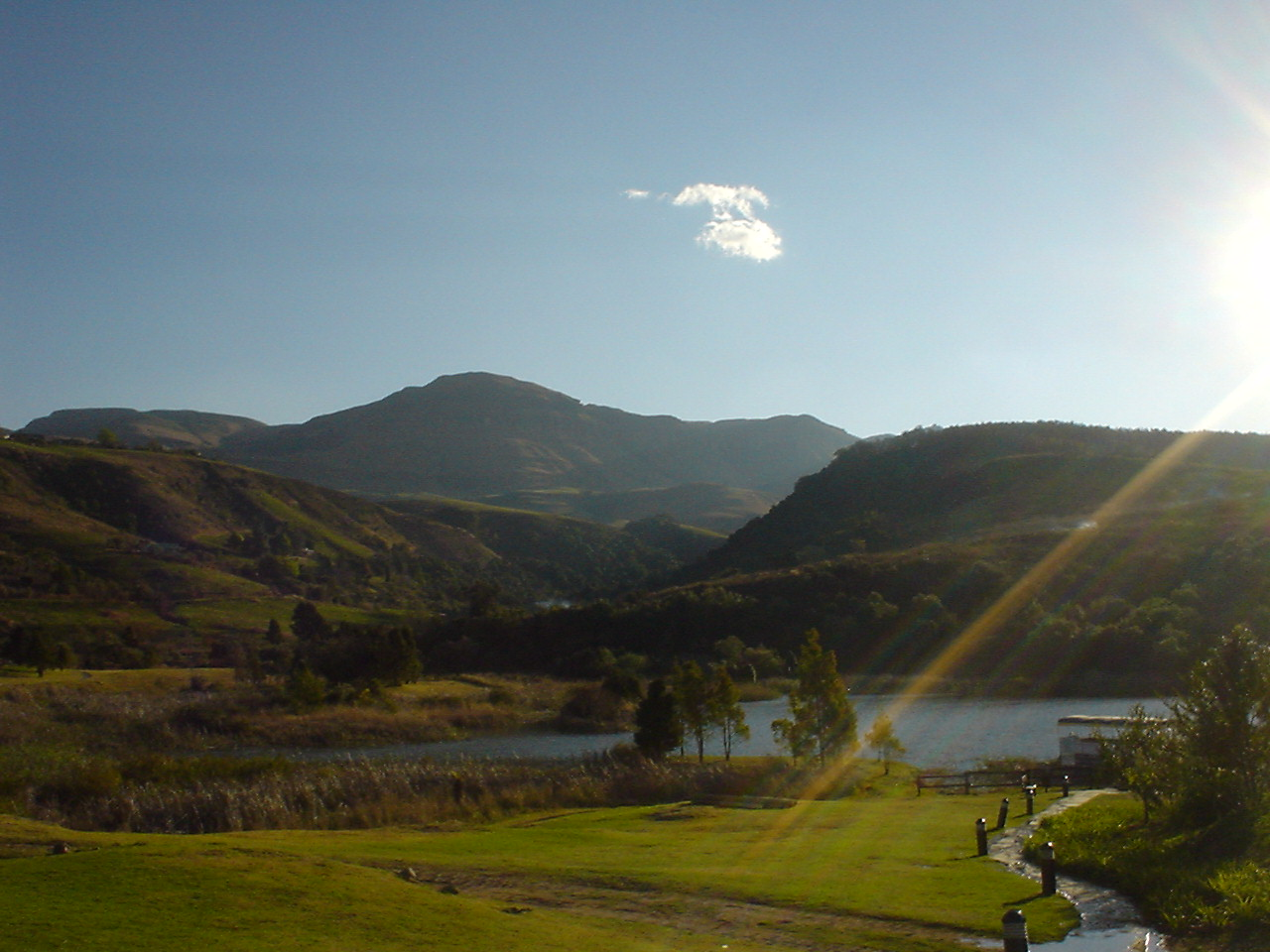
Vista del Drakensberg, els vessants occidentals del qual aboquen cap a la conca del riu Orange i l'oceà Atlàntic, mentre que els rius i rierols del seu vessant oriental desemboquen a l'oceà Índic. Per ser un pas natural entre Natal i el Transvaal, aquesta serralada va ser creuada pels trekkers de Pretorius i Potgieter el 1843. Dècades després, les seves valls van ser ocupades pels bòers durant les dues guerres que els van enfrontar a l'Imperi Britànic.

No obstant això, la situació va començar a canviar en l'últim terç del segle xix, en el qual les potències europees mostraven un cada vegada major interès pels territoris africans, com va demostrar la celebració del Congrés de Berlín en 1885. Això va impulsar al Ministeri de Colònies britànic a intentar concertar algun tipus de federació amb els estats bòers. Al cap i a l'últim, Lord Carnarvon havia aconseguit en 1867 establir en el Canadà una unió federada de colònies francòfones i anglòfones, i aquest èxit havia fet acariciar al gabinet de Gladstone la possibilitat de pactar una aliança permanent entre els blancs de llengua anglesa i holandesa que habitaven en el Sud d'Àfrica. La veritat és que les freqüents guerres contra els bantus feien aconsellable als bòers pactar amb la Gran Bretanya i obtenir així la protecció de la totpoderosa Marina britànica. D'altra banda, els britànics estimaven en bona part la destresa militar dels afrikàners, que podien servir de punta de llança de l'Imperi britànic a l'interior d'Àfrica.
No obstant això, Lord Carnarvon va actuar amb malaptesa: aprofitant que el rei dels zulus, Cetshwayo, havia reclutat un exèrcit de 30 000 homes armats amb mosquets i amenaçava amb ell la frontera sud-oriental del Transvaal, el secretari britànic Teophilus Shepstone va avançar des de Natal en direcció nord-oest, va arribar amb les seves tropes a Pretòria i allí en 1877 va proclamar l'annexió britànica del Transvaal. Els dos anys següents van ser escenaris de la Guerra Anglo-Zulu, en el transcurs de la qual es van sufocar a Natal els últims focus de resistència bantú.

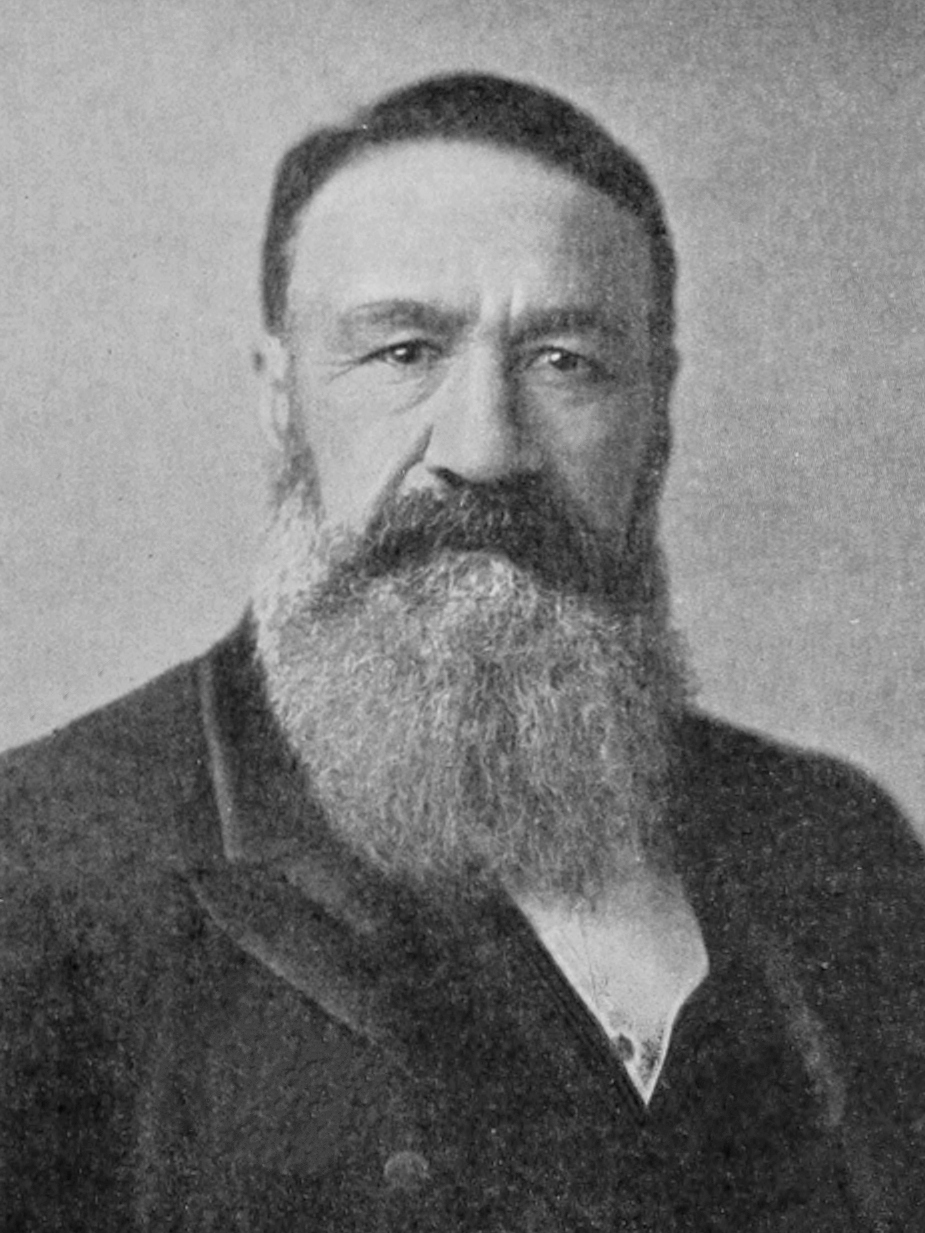
Petrus Jacobus Joubert, general afrikàner descendent dels hugonots i heroi de la primera guerra dels bòers.

Una vegada desaparegut el perill natiu, els bòers van denunciar l'annexió britànica del Transvaal, per contravenir les convencions de Bloemfontein i el Riu Sand. El 16 de desembre de 1880, aniversari de la batalla del Riu Sagnant, va ser declarada de nou la independència de la República de Sud-àfrica (Transvaal), donant començament amb això a la primera guerra dels bòers.
Encara que les tropes imperials gaudien d'una manifesta superioritat numèrica i material, els bòers eren destres en el maneig de les armes de foc (l'ús del qual exercitaven des de nens) i coneixien molt bé el terreny. El propi Winston Churchill quedaria sorprès, vint anys després, de la capacitat dels genets bòers de disparar i encertar en el blanc mentre cavalcaven a galop.

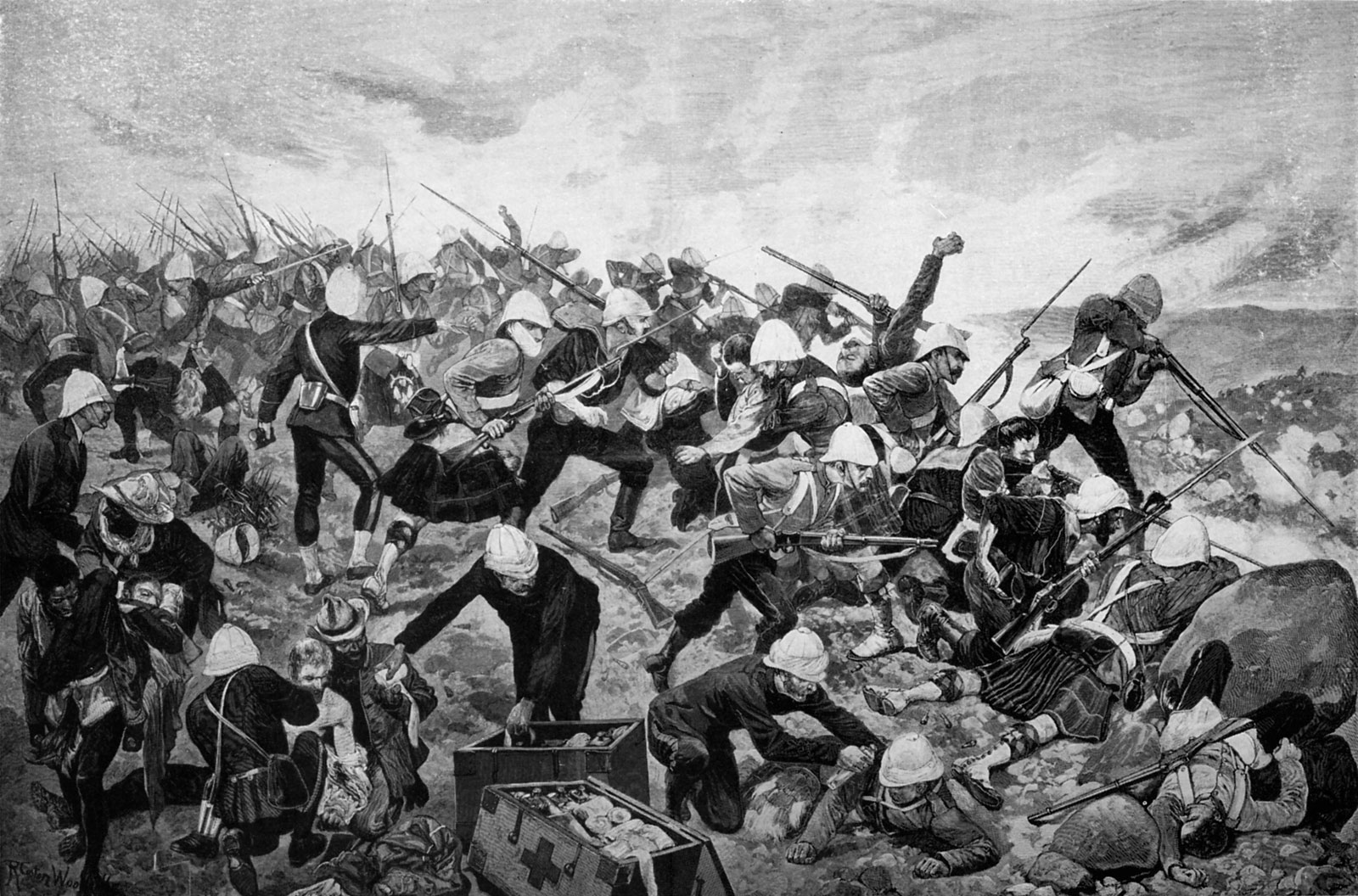
Les tropes britàniques del 92 Regiment d'Highlanders intenten repel·lir infructuosament l'assalt dels bòers del general Joubert al turó de Majuba (27 de febrer de 1881).

Les guerrilles afrikàners van procedir a voltar les guarnicions militars britàniques presents al territori del Transvaal. Les autoritats de Natal i del Cap van enviar combois de reforç als assetjats que no obstant això van ser interceptats pels bòers en els combats de Laing's Neck, Schuinshoogte i sobretot el Pujol de Majuba (Majuba Hill en anglès). En aquesta última batalla, els tiradors bòers dirigits pel general Petrus Jacobus Joubert, van assaltar l'alturó on s'havien atrinxerat el general George Pomeroy-Colley i les seves tropes, cosa que va donar com a resultat la mort del primer i la derrota estrepitosa i desordenada fugida de les últimes.
Majuba va suposar una gran humiliació per als britànics. El primer ministre, Gladstone, va ser forçat a reconèixer la independència del Transvaal. Tot el que va poder obtenir-se dels afrikàners va ser el reconeixement de la sobirania última de la reina Victoria i el parlament britànic sobre els territoris de les dues repúbliques bòers, un reconeixement que d'altra banda tenia un caràcter merament teòric.
Les dècades que van seguir la primera guerra dels bòers van ser l'escenari d'un gran auge econòmic, demogràfic i cultural en el Transvaal i en l'Estat Lliure d'Orange, sobretot després del descobriment d'or al Witwatersrand. Aquesta serralada, de nom tan poètic, va ser escenari d'una febre de l'or comparable a la de 1848 a Califòrnia o la de 1851 en Victoria (Austràlia). Johannesburg, que fins llavors havia estat un simple llogaret, es va convertir al centre econòmic del Sud d'Àfrica. La capital del Transvaal, Pretòria, es va omplir de preciosos edificis victorians i multitud de famílies enriquides amb el nou boom econòmic van enviar als seus fills a estudiar als Països Baixos, la qual cosa es va traduir en el sorgiment d'una nova burgesia afrikàner refinada i culta.

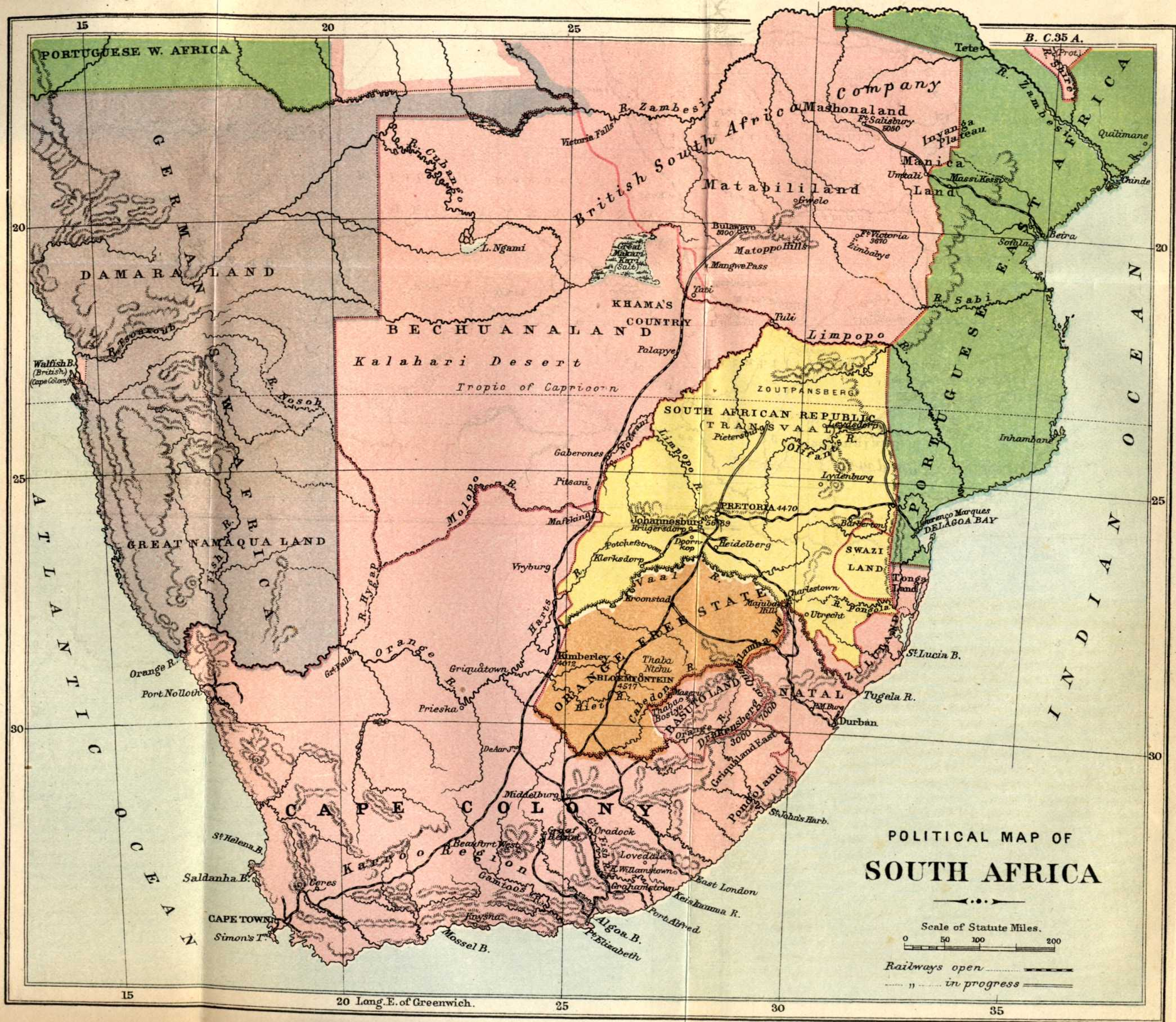
Àfrica del Sud el 1890.

No obstant això, el creixement de les repúbliques bòers amenaçava amb alterar l'equilibri de poder a l'Àfrica Austral. El projectat ferrocarril entre Pretòria i Lourenço Marquis (avui dia Maputo, a Moçambic) proporcionava al Transvaal un accés al mar alternatiu als ports britànics del Cap i Natal. A més, el primer ministre de la Colònia del Cap, Cecil Rhodes, projectava construir un ferrocarril entre la seva ciutat i la capital d'Egipte, el Caire, que es trobava sota el protectorat del Regne Unit.

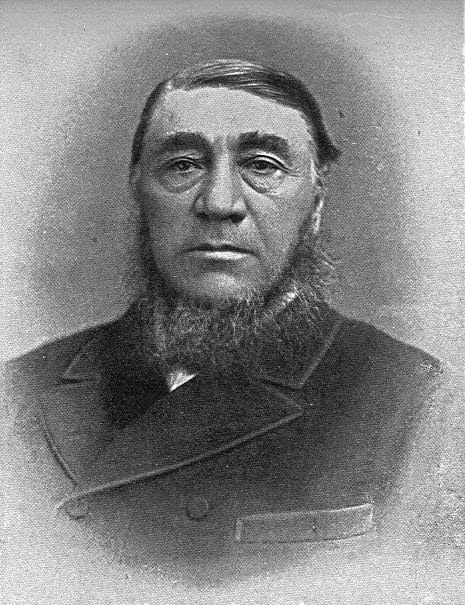
Hi ha un home que és molt més fort i capaç que Cavour i que jo, i aquest home és sens dubte el president Kruger. No té cap exèrcit gegantesc després d'ell, ni disposa de cap imperi que el recolzi. Està només acompanyat d'un petit poble camperol i si està al nostre costat és per la mera força del seu geni. Vaig parlar amb ell i em va portar fins a la cantonada. Amb aquestes paraules va definir Bismarck al president Paul Kruger, que és, sens dubte, el personatge de major rellevància en la memòria col·lectiva del poble afrikàner.

Ja que la solució militar era dura i molt costosa, Rhodes va passar a utilitzar una tàctica molt més astuta: la inundació de les repúbliques bòers per immigrants britànics. Després de la febre de l'or, multitud de cercadors d'or s'havien assentat al Transvaal (particularment a Johannesburg) perseguint la fortuna. Eren els uitlanders, vocable neerlandès amb el qual es designava als estrangers –particularment britànics–, que malgrat pagar bona part dels impostos de la república, es veien privats de drets polítics, ja que les constitucions de les repúbliques bòers només concedien la naturalització a aquells immigrants que pertanyessin a l'Església Reformada d'Holanda. Aquest fet pràcticament restringia el dret de sufragi als afrikàners. A més, l'única llengua oficial de la República de Sud-àfrica era l'holandès, amb el que l'ús de la llengua anglesa quedava proscrit a l'administració i a les escoles.
En principi, Rhodes va tractar d'anar aproximant el Transvaal a l'Imperi britànic mitjançant la presència d'immigrants britànics. S'esperava que, de concedir-se-li el dret de naturalització als uitlanders, el nou Volksraad sortit de les urnes seria molt més proper als interessos britànics. No obstant això, Rhodes es va topar amb la tossuda obstinació del president del Transvaal, Paul Kruger, que de cap manera pensava cedir en la disputa sobre els uitlanders, ja que la independència de les repúbliques bòers estava en joc.
En els últims anys del segle xix es va desenvolupar una escalada de tensió entre els governs bòers i l'Imperi britànic, que finalment culminaria amb l'esclat d'un conflicte bèl·lic: en 1895, el capità Jameson va organitzar, amb l'ajuda de tropes procedents del Cap, un putsch fallit a Johannesburg per enderrocar al govern de Kruger, que va ser desbaratat amb facilitat per la policia i les forces armades bòers. Quatre anys després, el comissionat britànic Milner va donar un ultimàtum al president Kruger per a concedir la naturalització als uitlanders i proclamar l'anglès com a llengua oficial al Transvaal. Veient-se sense una altra sortida, l'ancià Omm Paul va rebutjar l'ultimàtum i va declarar la guerra al totpoderós Imperi britànic. La segona guerra dels bòers havia començat.

## Distribució geogràfica
D'acord amb el cens de 1991, a Namíbia hi havia 133.324 persones que parlaven afrikaans, un 9,5% de la població total del país. La majoria d'aquests parlants són de les comunitats de color i Baster. Els afrikàners es troben sobretot a Windhoek i a les províncies del Sud.

## Llengua
La llengua nacional del poble afrikàner és l'afrikaans, llengua criolla derivada del neerlandès, que va començar a forjar-se a la fi del segle xvii, però l'estandardització del qual i l'oficialització no va arribar fins al segle xx. La colònia neerlandesa del Cap oferia totes les característiques necessàries per la criollització de la llengua dels seus colons. En primer lloc, Ciutat del Cap va començar a omplir-se de servents khoi i d'esclaus malgatxes i malais que dominaven pobrament l'holandès i que utilitzaven una variant simplificada d'aquest.
La situació entre la pròpia població europea no era gaire millor. Els colons neerlandesos eren de baixa extracció social i el propi Van Riebeeck va fer notar en el seu moment l'escassa qualitat del seu neerlandès. A més, aviat van començar a assentar-se colons francesos d'origen hugonot i alemanys que estaven enrolats com a mercenaris en la Companyia de les Índies Orientals.

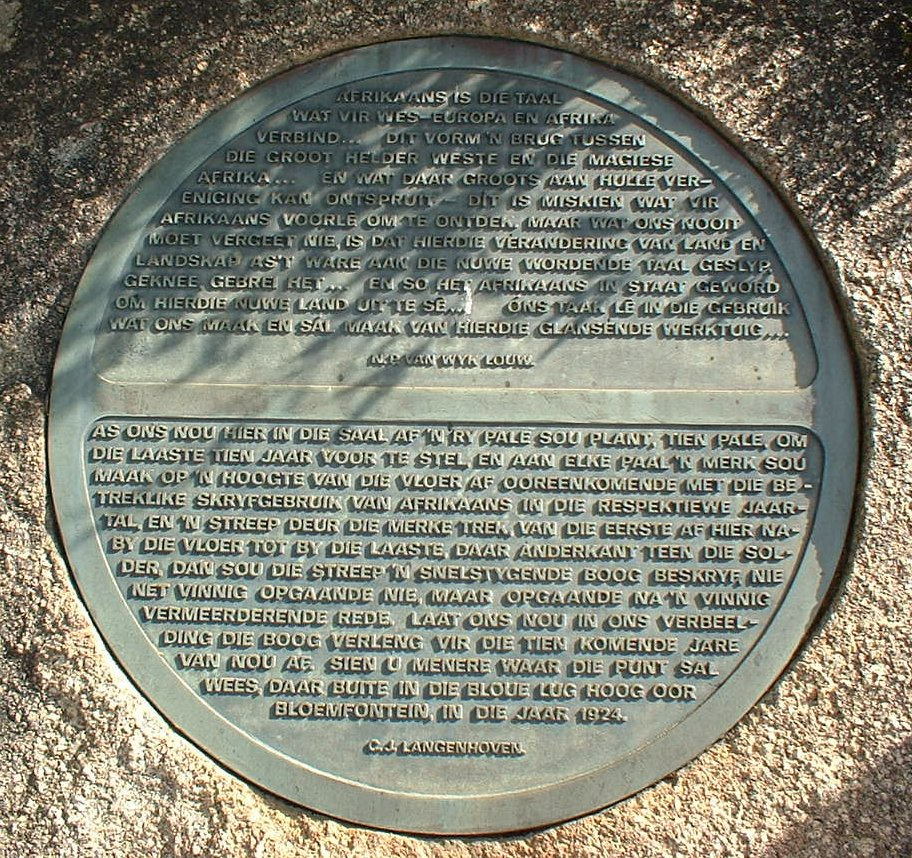
En aquesta inscripció del Monument a l'idioma afrikaans (situat a Paarl), es descriu a aquest últim com un pont entre la grandesa de la civilització d'Europa Occidental i la màgia d'Àfrica.

La situació de la colònia, a més de 15.000 quilòmetres de la Mare Pàtria, va proporcionar l'aïllament necessari per la criollització del neerlandès. Es va simplificar la fonètica, i sobretot, la gramàtica: es van unificar els casos nominatiu, datiu i acusatiu dels pronoms personals, van deixar d'usar-se les velles declinacions i van desaparèixer les desinències personals en la conjugació verbal. A més, es van incorporar a la nova modalitat lingüística multitud de vocables procedents del francès, de l'alemany, del malai i del khoi.
Pot afirmar-se que, a la fi del segle xviii, aquesta evolució lingüística havia cristal·litzat en el sorgiment del kaapse hollands ('holandès del Cap'), al qual aviat se li donaria el nom d'afrikaans.
En aquest moment, la llengua escrita dels colons afrikàners era exclusivament el neerlandès estàndard. Aquesta situació es va prolongar durant tot el segle xix, en el transcurs del qual la llengua neerlandesa (i no l'afrikaans) es va convertir en l'idioma oficial de les repúbliques bòers. Les constitucions del Transvaal i l'Estat Lliure d'Orange així com tots els seus documents públics i butlletins oficials estaven redactats en neerlandès.
No obstant això, ja a l'últim quart del segle xix, un grup d'entusiastes va fundar a Stellenbosch la Genootskap van regten Arikaners ('Societat de veritables afrikàners'), que pretenia defensar els drets d'aquest poble tant a la colònia del Cap com a les repúbliques bòers. Des d'aquesta societat va començar a fomentar-se l'ús escrit de la llengua afrikaans, que fins llavors havia estat emprada únicament en el pla oral.
La posició del neerlandès va continuar ferma àdhuc després de la segona guerra dels bòers. La constitució de la Unió Sud-africana, aprovada el 1910, va establir que l'anglès i el neerlandès eren els dos idiomes oficials de la federació. Els afrikàners consideraven en aquest moment que el neerlandès, i no l'afrikaans, era l'única llengua capaç de resistir amb garanties l'envestida de l'anglès. Però la situació va canviar radicalment a partir de la rebel·lió de Maritz (1916), que va donar origen a una impressionant onada de nacionalisme afrikàner.
En aquest moment, el Partit Nacional, republicà i antibritànic, va assumir com a idioma de treball l'afrikaans, i va iniciar una campanya a favor del seu reconeixement oficial per tot el territori de la Unió Sud-africana. Progressivament, va anar desplaçant al neerlandès a les escoles, els organismes oficials i les esglésies, i per fi, el 1925, una resolució del parlament sud-africà, va autoritzar el seu ús als debats parlamentaris i en la redacció de les lleis.
La transició del neerlandès a l'afrikaans va concloure a mitjan anys 1930. Pot afirmar-se que la campanya lingüística del nacionalisme afrikàner no solament va servir per donar oficialitat a la forma escrita de la seva llengua, sinó també per aconseguir plena igualtat de tracte amb la llengua anglesa: D'ara endavant, a tots els funcionaris federals se'ls va exigir el domini d'ambdues llengües.

## Religió
Ja des dels primers temps de la colònia, el protestantisme calvinista va ser l'única religió permesa per les autoritats del Cap, i els seus fidels s'estructuraven a l'Església Reformada Baixa-alemanya (Nederduits Gereformeerde Kerk). El fet que Sud-àfrica es convertís en un lloc de refugi de multitud d'hugonots va ajudar sens dubte, al fet que la població de la colònia adquirís aviat una clara uniformitat religiosa, que es va articular entorn del calvinisme.

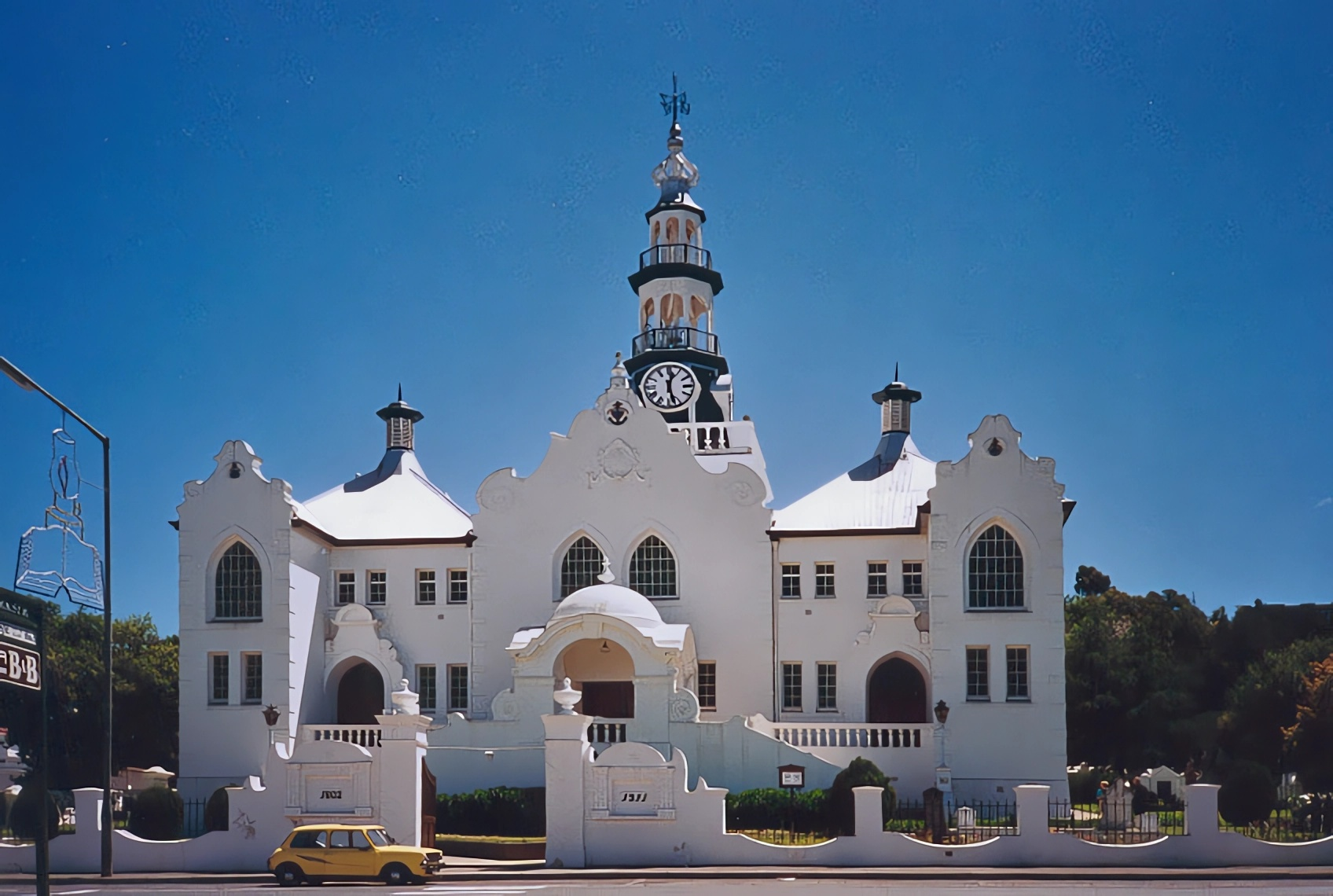
Església de Swellendam

Però el calvinisme holandès va prendre caràcters especials a Àfrica. El clima dur i els amplis espais buits, afavorien la formació d'un estil de vida patriarcal que en molts aspectes era similar al descrit pels llibres de l'Antic Testament. Especialment intens era el sentiment religiós i el fervor bíblic entre els bòers, els camperols de la frontera.

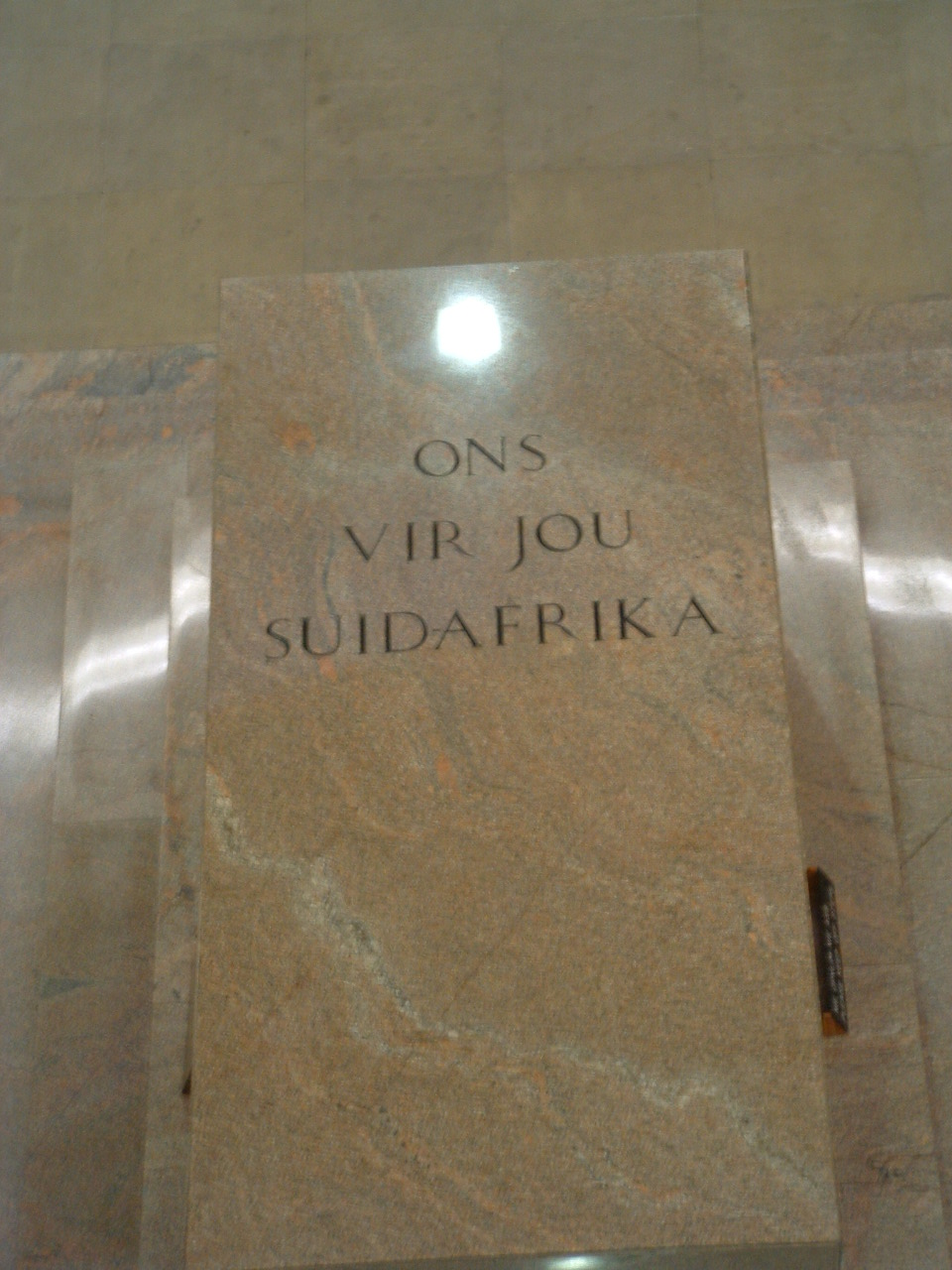
En el Monument al Voortrekker, a mig dia de cada 16 de desembre, un raig de llum procedent d'un òcul il·lumina un cenotafi amb la inscripció: "Ons vir jou Suid-Afrika" (Nosaltres per tu, Sud-àfrica). El cenotafi representa la tomba de Piet Retief i tots aquells que van morir durant el Gran Trek, mentre que la llum simbolitza la gràcia i els dons divins que recauen sobre el poble afrikàner.

Quan els britànics van prendre el control del Cap a principis del segle xix, van posar sota el seu control a la Nederduits Gereformeerde Kerk, i van imposar que el ministeri del culte fos dut a terme per pastors escocesos, que també eren calvinistes i que prèviament havien après l'idioma holandès als Països Baixos. A través d'aquesta via, van anar penetrant subreptíciament la llengua anglesa (sobretot en els himnes i les oracions) i les noves idees liberals que havien sorgit a l'Europa de la Il·lustració.
Per això, quan els bòers van abandonar la Colònia del Cap en el període 1835–1840 la seva partida va ser condemnada per les autoritats del Sínode de l'Església Reformada, que va prohibir als seus pastors acompanyar als emigrants. És en aquest moment quan es va produir la ruptura entre els voortrekkers i l'Església establerta: A partir d'aquest moment, el culte va passar a ser administrat no per pastors professionals sinó pels més ancians d'entre els emigrants, que tots els diumenges reunien a la comunitat i realitzaven lectures de la Bíblia.

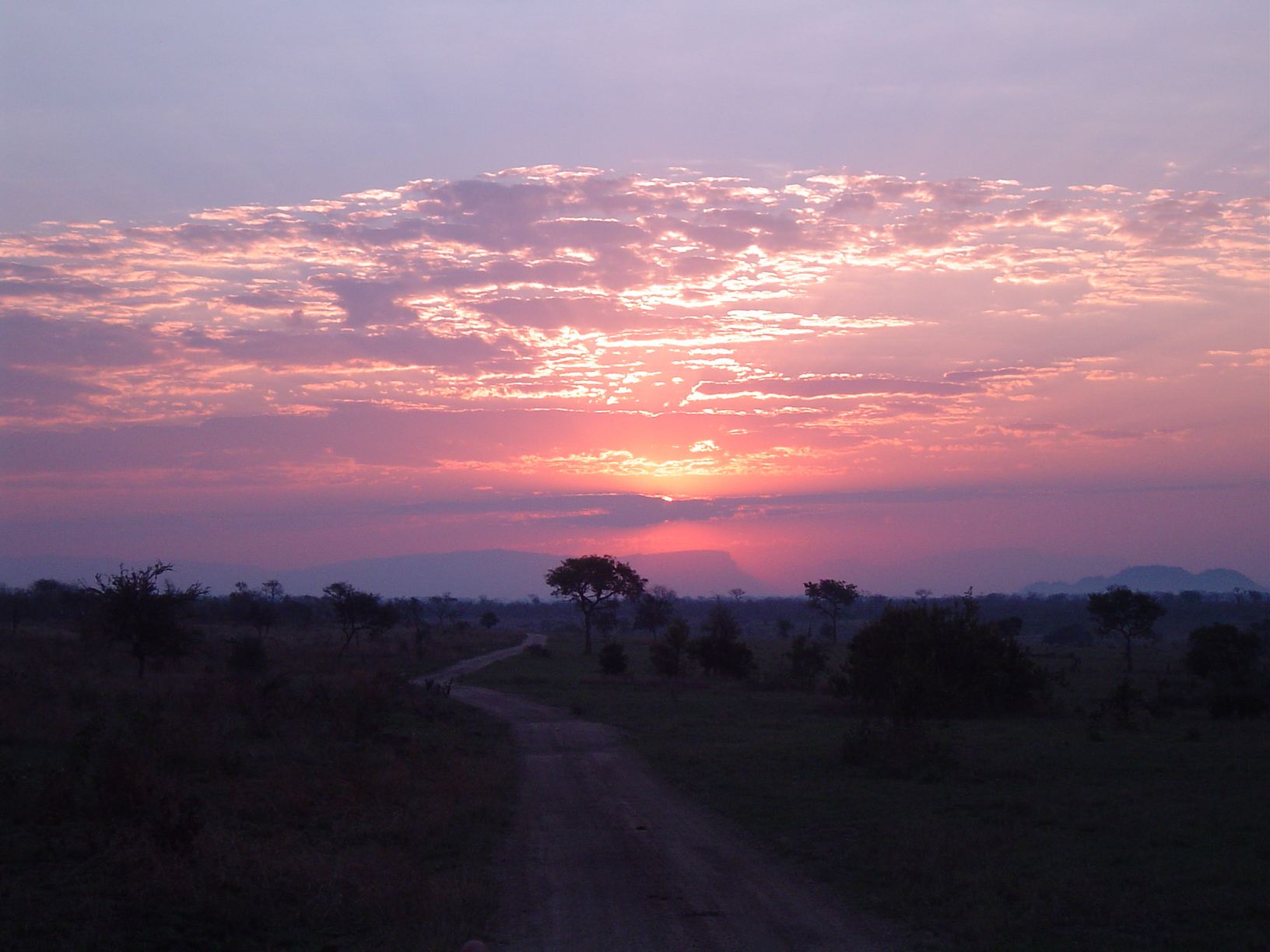
Quan Paul Kruger comptava amb vint-i-cinc anys es va perdre durant diversos dies en els extensos camps del Veld sud-africà, en els quals, segons el seu relat, va tenir diverses experiències místiques i de comunió amb Déu.

El Gran Trek va crear un veritable calvinisme de frontera. Els bòers es comparaven amb els israelites que, guiats per Moisès, havien abandonat Egipte a la recerca de la Terra Promesa. Els afrikàners constituïen un veritable poble escollit, amb el qual Déu havia concertat una aliança abans de la batalla del Bloedrivier, i la missió del qual era servir de punta de llança a la cristiandat i la civilització occidental en el Sud d'Àfrica. Els negres, descendents de Cam, fill maleït de Noè, eren considerats en el millor dels casos, com una raça de salvatges que havien de ser educats, i en el pitjor, com a éssers freturosos d'ànima.
A les noves repúbliques del Transvaal i l'Estat Lliure d'Orange, els bòers es van organitzar entorn d'una nova església, la Nederduitsch Hervormde Kerk, independent de les autoritats del Cap i que el 1860 es va convertir a l'església oficial de la República de Sud-àfrica. Els sectors més puritans i conservadors d'entre els trekkers es van separar al seu torn d'aquesta última església i van fundar una nova comunitat, la dels doppers, entre els membres originals dels quals es trobava el futur president Kruger. Aquests dissidents practicaven un cristianisme rigorista, en el qual l'austeritat es reflectia tant en l'abillament quotidià dels seus membres com en el culte eclesial, en el qual estaven prohibits tot tipus d'himnes, excepte els salms. La influència dels doppers va ser molt notable en el desenvolupament de les noves repúbliques bòers: Estaven sobrerepresentats en el si del Volksraad i l'Administració Pública del Transvaal i van fundar la Universitat de Potchefstroom.

## Símbols nacionals

Escut d'armes del Principat d'Orange.

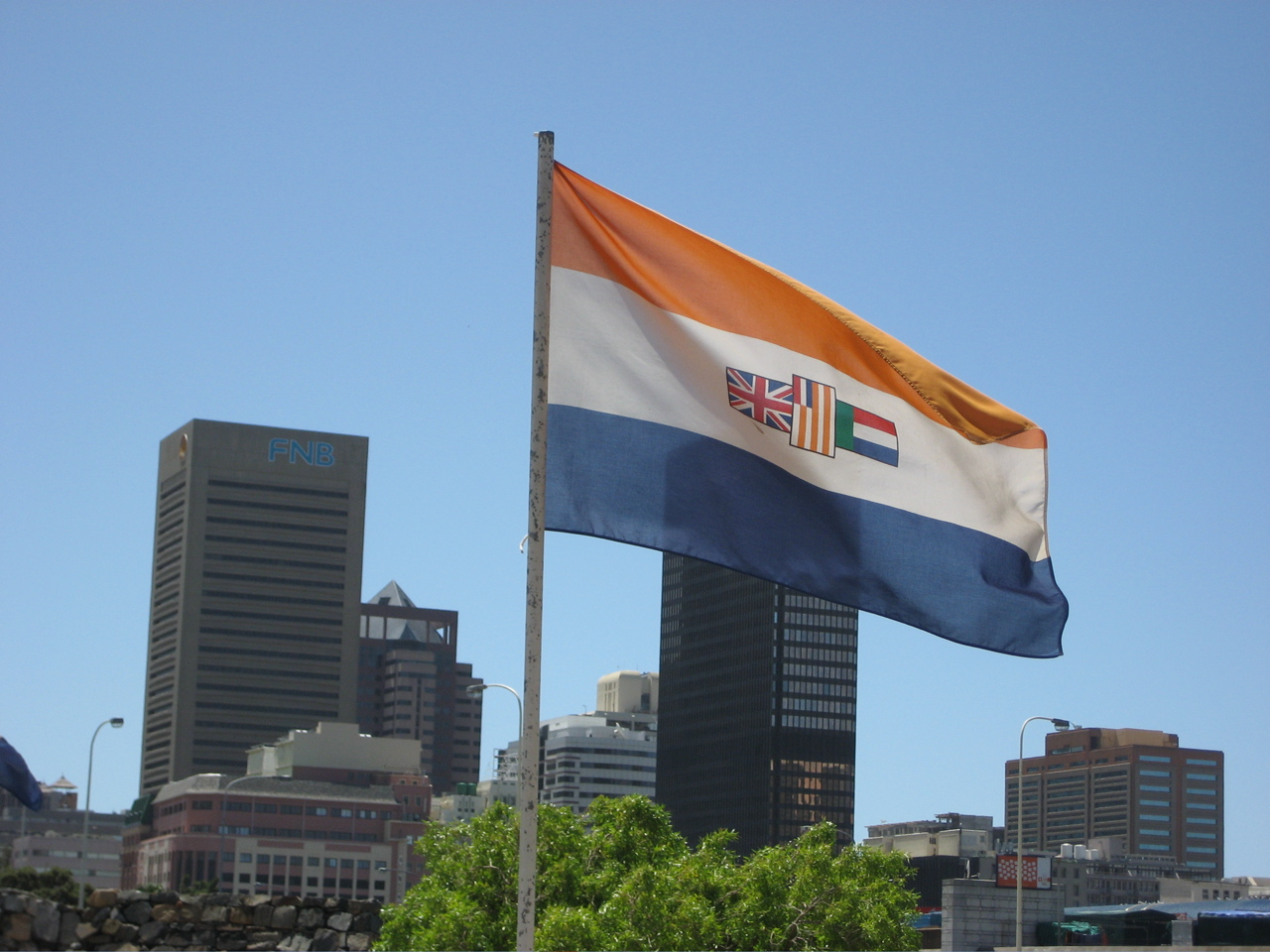
Die ou vlag, la vella bandera

Prinsenvlag
Països Baixos
República de Graaf Reinet
República de Natal
República de Sud-àfrica (Transvaal)
Estat Lliure d'Orange
Unió Sud-africana sota domini britànic (1910–1961) República de Sud-àfrica (1961-1994)[11]

## Relació amb altres grups ètnics

### Neerlandesos
| «                             | De Kaap is weer Hollands! | » |
| — Dita tradicional afrikaans. |                           |   |

Un regal de la Mare Pàtria. El 1854, el president del recentment creat Estat Lliure d'Orange, Josias P. Hoffman, va escriure una carta a La seva Majestat, el rei Guillem III dels Països Baixos, sol·licitant-li el disseny d'una bandera per al nou país. La resposta no es va fer esperar: El gener de 1856 va arribar a Bloemfontein un enviament reial procedent d'Holanda que portava la nova bandera. Aquesta constava de tres franges horitzontals taronges, que representaven a la Casa d'Orange, quatre blanques i una bandera neerlandesa en el cantó.

Igual que succeïa amb els habitants d'altres imperis colonials, els primers colons del Cap s'identificaven fonamentalment amb la seva mare pàtria, els Països Baixos. Durant tot el segle xviii i bona part del XIX, els burghers de Sud-àfrica van ser coneguts com "els holandesos del Cap" (Kaapse Hollander). Malgrat que ja el 1707 un burgher de 17 anys, Hendrik Biebow, es va definir com africaander, la veritat és que la identitat neerlandesa va perdurar durant bastant temps entre els colons. De fet, tots ells utilitzaven el neerlandès com a llengua estàndard, i eren membres de l'Església Reformada d'Holanda. Quan després del Tractat d'Amiens (1802) els Països Baixos van recuperar efímerament el control de la Colònia del Cap, l'ocasió va ser celebrada pels colons amb un dia d'acció de gràcies, i encara avui, per expressar satisfacció per un resultat, en llengua afrikaans s'utilitza la següent dita: De Kaap is weer Hollands.
La conquesta britànica de 1805 i la seva consolidació després del Congrés de Viena (1814) van extingir definitivament el domini neerlandès en el Sud d'Àfrica, malgrat la qual cosa van perviure durant llarg temps multitud de vincles culturals i emocionals entre els afrikàners i la seva antiga metròpoli.
Així, en les fases inicials del Gran Trek, quan amb prou feines els bòers havien travessat el riu Orange (deixant enrere, per tant, la Colònia Britànica del Cap) el seu líder Piet Retief va decidir fundar un nou estat que portaria per nom La Província Lliure de Nova Holanda a l'Àfrica Sud-oriental. Quinze anys després, una altra república afrikàner va tornar a assumir una denominació neerlandesa: la República d'Utrecht. Els vincles entre els nous estats bòers i Holanda no es van limitar a la nomenclatura: Després de la fundació de la República de Natal, Andries Pretorius es va apressar a sol·licitar la protecció dels Països Baixos.
La bandera neerlandesa va servir de base per a la major part de les banderes de les repúbliques bòers: Va ser assumida pels bòers de Graaf Reinet i Swellendam quan aquests van proclamar la independència de les seves repúbliques el 1795, i les repúbliques de Natal, Transvaal, l'Estat Lliure d'Orange i la República de Vryheid portaven totes elles tres franges horitzontals de color vermell, blanc i blau. Ja al segle xx, la primitiva ensenya neerlandesa, la Prinsenvlag (taronja, blanc, blau) va ser proclamada bandera oficial de la Unió Sud-africana el 1928, continuant vigent fins a 1994.